# Ratpert
Ratpert († 782) fut brièvement abbé du monastère de Saint-Gall. 
Les sources concernant sa vie sont relativement pauvres. Les plus anciennes listes d’abbés mentionnent déjà un abbé nommé Ratpert en 782. Sachant que son prédécesseur Jean II de Constance est décédé le 9 février 782 et que le premier acte de son successeur Waldo de Reichenau date du 8 novembre de la même année, Ratpert n'aurait été abbé que 8 mois environ. 